# DIN 41612

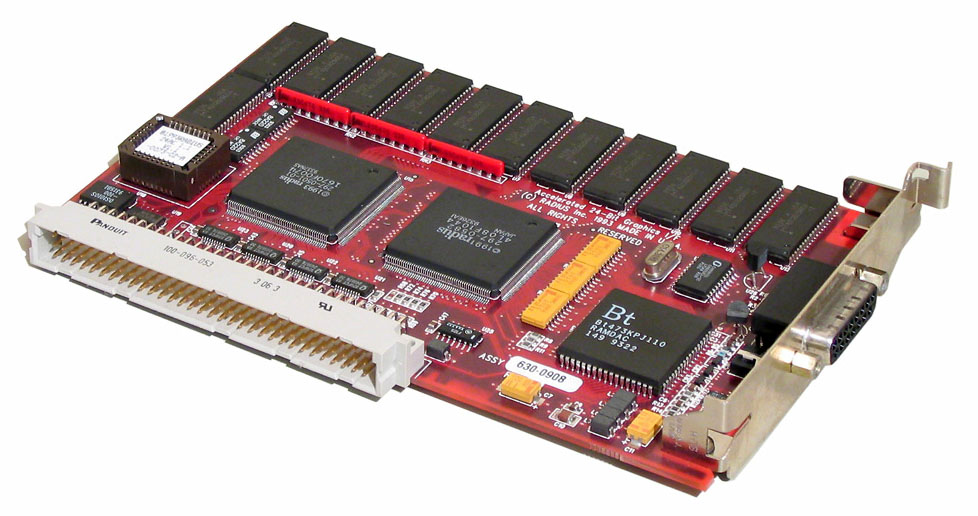
NuBus відеокарта з вилкою 3 × 32 DIN 41612 (біла, ліворуч на передньому плані)

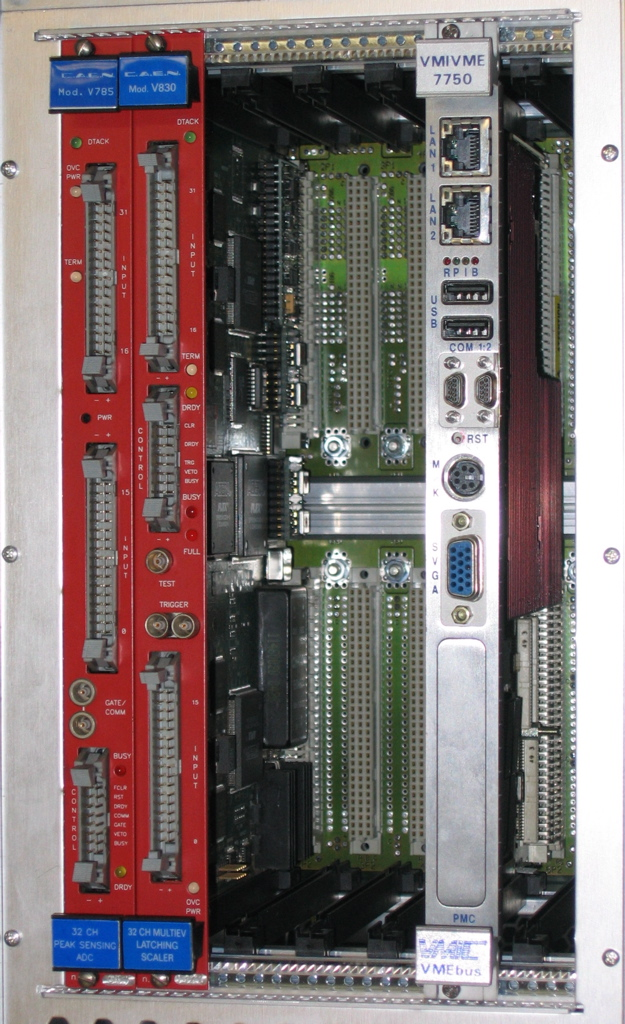
VMEbus крейт. 3 × 32 DIN 41612 гніздові розетки можна бачити на зеленій платі позаду

DIN 41612 — стандартні DIN-з'єднувачі для електричної апаратури, які широко використовуються в телекомунікаційних стояках. Стандартизація роз'ємів є передумовою для відкритих систем, де користувачі можуть отримувати компоненти від різних постачальників, щоб бути взаємозамінними. Найбільш широко відоме використання DIN 41612 роз'ємів для шини VMEbus. Інші приклади використання:
- STEbus,
- FutureBus,
- Multibus II,
- NuBus,
- VXI Bus,
- материнські плати Eurocard TRAM і Europe Card Bus.

Зазвичай на всіх платах Eurocards використовуються вилки DIN 41612, які підключаються до розеток DIN 41612 на об'єднувальній платі в 19-дюймових стояках.